# Erald Dervishi
Erald Dervishi, född 10 november 1979, är en albansk stormästare i schack. Han har blivit albansk mästare två gånger.

## Schackkarriär
Dervishi blev albansk mästare 1996 och 1997. Han blev Albaniens förste stormästare 1998. Han tilldelades Grand Master of Work Order av den Albaniens president Bujar Nishani i maj 2017.  Han är rankad som nummer 1 i Albanien sedan februari 2018. 